# Cos'è l'amore
Cos'è l'amore è un singolo del DJ producer italiano Don Joe e dei rapper italiani Ketama126 e Franco126, pubblicato il 20 settembre 2019.

## Descrizione
Seconda collaborazione tra Don Joe e Ketama126, Cos'è l'amore contiene una strofa inedita del cantautore romano Franco Califano, morto nel 2013 all'età di 74 anni. La collaborazione partì grazie a Mauro D'Angelo, produttore milanese di Califano, che incontrò Don Joe a Milano. Quest'ultimo decise di usare una strofa del cantautore; mossa appoggiata da Alberto Laurenti, co-autore del brano originale. Successivamente si sono aggiunti Ketama126 e Franco126 entrambi romani, scelta motivata da Don Joe:
Ketama126 ha successivamente dichiarato di aver «realizzato uno dei miei più grandi sogni - Ho duettato con mio fratello Franco126 sul beat di Don Joe con uno dei più grandi cantanti e autori che la musica italiana, ma soprattutto romana, abbia mai avuto: Franco Califano, aka il Califfo, aka il Maestro». Lo stesso ha in seguito incluso il singolo nella lista tracce del suo album Kety.

## Tracce
Testi di Ketama126, Franco126 e Don Joe, musiche di Don Joe.
1. Cos'è l'amore (feat. Franco Califano) – 3:29